# Таємниця Едвіна Друда (фільм, 1914)
Таємниця Едвіна Друда (англ. The Mystery of Edwin Drood) — американський детектив режисера Герберта Блаше 1914 року.

## У ролях
- Том Террісс — Джон Джаспер
- Родні Гікок — Едвін Друд
- Вінні Барнс — Роза Бад
- Пол Стерлінг — Невілл Ландлесс
- Фей Кусік — жінка
- Маргарет Пруссінг — Гелена Ландлесс
- Альфред Геммінг